# Luis Rueda y Zamora
Luis Rueda y Zamora (Colima, 31 de diciembre de 1902 - Guadalajara, 10 de septiembre de 1994) fue un periodista y escritor mexicano, quien llegó a ser editor y director del periódico Restauración por casi cuatro décadas. Dueño de los talleres tipográficos denominados "Restauración" ubicados en el centro histórico de la ciudad de Guadalajara.

## Inicios
En 1927 editó el periódico "La Reconquista", paralelamente salía el periódico político "El Resurgimiento", del autor Teófilo Pizano Contreras y del mismo Sr. Luis Rueda y Zamora.

## Reseña biográfica
Posteriormente Luis Rueda llegó a ser editor y director del periódico Restauración (1934-1956) publicación católica semanal de circulación nacional, que fue uno de los nueve diarios de información más importantes del periodo conocido como auge del periodismo en Guadalajara (1917-1940), durante este periodo fue miembro de la Prensa Unida de Guadalajara, A.C. llegando a ser vicepresidente de la mesa directiva de dicha institución en 1950.
En sus talleres tipográficos "Restauración" entre 1945 y 1949 también se editaron dos revistas: una dedicada a la ciudad y puerto de Manzanillo y otra a la primera estación radioemisora de Colima, la XERL "La Voz Costeña desde Colima", ambas conmemorativas.
Durante la campaña político-electoral del General de División Miguel Henriquez Guzmán como candidato a la Presidencia de la República, resurgió el semanario “Restauración”, gracias al apoyo moral y económico del General. Fue en esa época cuando el periódico logró mayor auge y circulación pues llegaba a todos los rincones de la República y también a varios Estados de la Unión Americana donde vivían mexicanos. Sin embargo años después, vino disminuyendo el tiraje del semanal, al grado de que en sus últimos años, su aparición era quincenal y así duró hasta 1972, año en que desapareció.

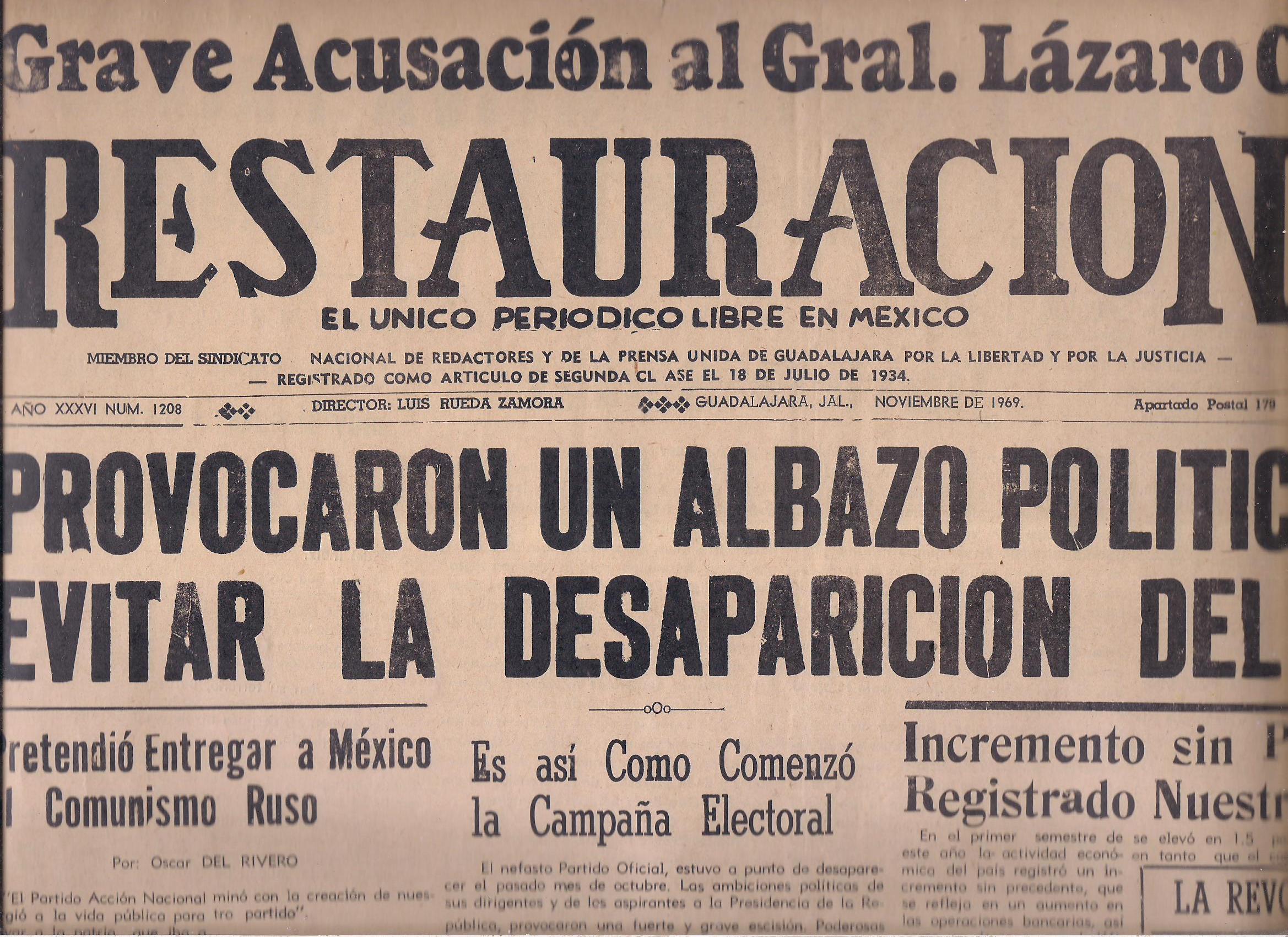
Periódico Restauración

Aparte de su labor periodística, Don Luis Rueda y Zamora también fue organizador del Comité Estatal Pro-Día de la Bandera Mexicana en el año 1935, efeméride celebrada el 24 de febrero de cada año, desde su implementación oficial en 1937.
Don Luis fue un periodista que siempre amó a México, por lo que luchó desde las páginas y columnas de su periódico para que fuera un país mejor y más justo.

## Distinciones
- Vicepresidente de la Prensa Unida de Guadalajara (1950)